# Burlap to Cashmere
Burlap To Cashmere é um grupo alternativo cristão americano com fortes influências do folk e world music, especialmente o flamenco.

## História
A banda foi formada no inverno de 1994 pelos primos John Philippidis e Steven Delopoulos. A trupe era originalmente um espetáculo de teatro universitário que Steven Delopoulos reuniu para seu exame final na faculdade Marymount Manhattan, uma escola de teatro e dança que Delopoulos frequentou. Mais tarde, ele pediu a Johnny, seu primo de 14 anos, que se juntasse a ele no show, e a banda foi formada. Os membros Mike Ernest (guitarra) e o amigo de infância Theodore Pagano (bateria) seguiram.
Em 1995 Jamison Ernest conseguiu a banda e arranjou para que eles tocassem no The Bitter End regularmente.
Em 1998, Burlap to Cashmere assinou com a A & M Records e lançou a gravação full-length  Anybody Out There?  Seguido de um re-lançamento de 'Live at the Bitter End', mas as constantes turnês "fez com que Burlap se queimasse e depois queimasse."

## Integrantes
- Steven Delopoulos (vocal, guitarra)
- John Philippidis (guitarra, vocal)
- Josh Zandman (teclados)
- Theodore Pagano (bateria)
- Roby Guarnera (baixo, back vocal)
- Mike Ernest (guitarra, back vocal)
- Scott Barksdale (percussão)

## Discografia
- Live At The Bitter End, 1997 (Squint), relançado em 1998 (A&M Records)
- Anybody Out There?, 1998 (A&M Records)
- Streams, 1999 (Word Records) (coletânea com vários artistas e participação do Burlap to Cashmere com a música "From Above")
- Roaring Lambs, 2000 (Squint)
- Burlap to Cashmere, 2011 (Indie)
- From The Vault EP, 2013 (Indie)
- Freedom Souls, 2015 (Indie)